# Bandera de Sant Pere Sallavinera
La bandera oficial de Sant Pere Sallavinera té la següent descripció:
Bandera apaïsada, de proporcions dos d'alt per tres de llarg, vermella, amb una banda groga i una barra blanca, cadascuna de gruix 1/8 de l'alçària del drap, creuades en sautor, la banda per damunt de la barra, ambdues posades des de la vora superior a la inferior, la banda, naixent de la vora de l'asta i morint a 2/9 de la del vol, i la barra, naixent a 2/9 de la vora del vol i morint a la de l'asta; i amb la cérvola blanca de l'escut, d'alçària 1/4 de la del drap i llargària 4/27 de la del mateix drap, posada passant cap a l'asta a 2/27 de la vora de l'asta i centrada en relació amb les vores superior i inferior.
Va ser aprovada el 14 de maig de 2018 i publicada al DOGC el 18 de maig del mateix any amb el número 7622.